# PhotoCairo
PhotoCairo è un festival artistico che nasce nel 2003 e da allora si svolge con cadenza biennale.
L'iniziativa parte dalla Townhouse Gallery e oggi conta quattro edizioni, le ultime due gestite dalla Contemporary Image Collective.
Oltre una serie di mostre, il vasto programma prevede tavole rotonde, workshop, presentazioni e proiezioni di film.

## PhotoCairo 1
Il punto di partenza della prima edizione di PhotoCairo è stato il carattere democratico della fotocamera, la sua accessibilità e ubiquità. Per questo motivo PhotoCairo è stato progettato in modo tale da attrarre il pubblico più diverso, da quello che tradizionalmente frequenta il mondo dell'arte, a quello più ai margini. Quello che il festival voleva sottolineare è la straordinaria potenzialità di un evento dedicato alla fotografia per la rilevanza della riproducibilità dell'immagine nel mondo contemporaneo, sia dal punto di vista artistico che televisivo, pubblicitario e mass mediatico.

## PhotoCairo 2
PhotoCairo al suo secondo anno è indirizzato al consolidamento dell'interesse e dell'utilizzo del mezzo fotografico e alla creazione di uno spazio di discussione critica per la miriade di usi dell'immagine.(EN)  PhotoCairo diventa così un evento senza precedenti, sia nel contesto locale che egiziano. Anche in questo caso il programma di conferenze, presentazioni, laboratori e proiezioni di film/video assume un'importanza strategica all'interno dell'intero festival.

## PhotoCairo 3
La terza edizione di PhotoCairo si è focalizzata sul concetto di "Dichiarazione di posizionamento", un termine di marketing utilizzato dalle aziende per dichiarare ai clienti la propria identità aziendale rispetto al mercato. Questa dichiarazione di intenti è spesso comunicata visivamente con un'immagine ben precisa che l'azienda diffonde attraverso canali pubblici e piattaforme multimediali. PhotoCairo 3 esplora i diversi modi in cui l'immagine viene utilizzata come veicolo per gli individui e le istituzioni di posizionamento all'interno del contesto nazionale, culturale, socioeconomico e ideologico. Presentando una molteplicità di “strategie di posizionamento degli artisti”, PhotoCairo 3 crea, in questo modo una piattaforma internazionale per il dibattito contemporaneo delle culture visive.

## PhotoCairo 4
La quarta edizione do PhotoCairo esamina approfonditamente il potere retorico delle immagini multimediali, non perdendo, però, l'interesse in una serie di racconti di vita quotidiana e racconti personali.

### Artisti in PhotoCairo 4
Agency, Ala' Younis, Ahmed Kamel, Artur Żmijewski, Babak Afrassiabi, Bernard Guillot, David Thorne & Julia Meltzer, Doa Aly, Hala Elkoussy, Hassan Khan, Heidrun Holzfeind, Ihab Jadallah, Kareem Lotfy, Larissa Sansour, Leopold Kessler, Maha Maamoun, Mahmoud Khaled, Mandy Gehrt, Mohamed Allam, Pages Magazine, Raed Yassin and Rana El Nemr

### Curatori
Aleya Hamza, Edit Molnar